# Грб Баден-Виртемберга
Грб Баден-Виртемберга је усвојен 1952. након спајања три бивше немачке државе Баден, Виртемберг-Баден и Виртемберг-Хоенцолерн, које су биле подељене као резултат различитих окупационих зона после Другог светског рата. Формирање грба није прошла без контроверзи, али је 1952. одређено само то да будући покрајински грб има црну боју на златној подлози, а да се касније усвоји изглед унутрашњости грба. Коначни изглед грба усвојен је Законом о грбу Баден-Вурттемберга од 3. маја 1954. године, чиме је у регулисан и начин његове употребе.

## Опис грба
Према овом закону, на мањем штиту су приказана три црна лава са црвеним језицима на златној позадини. Овај грб се односи на историјски грб војвода Швабије чији је дом, владарска кућа Хоенштауфен, такође користила овакав грб. Због имена ове владарске породице, у новоформираној покрајини се дуго расправљало око употребе њиховог грба у Баден-Виртембергу и овај грб дуго времена није био усвојен због отпора у деловима Бадена.
Мањи грб на челенки користи кнежевску круну, док је челенка већег грба састављена од грбова шест историјских територија које чине садашњи Баден-Виртемберг: Франконија, Хоенштауфен, Баден, Виртемберг, Фалачка и Предња Аустрија.
Велики грб држе златни јелен, са леве стране (представља Виртемберг) и златни грифон са десне стране (представља Баден). Они су постављени на пијадесталу црне и златне боје, које се не помиње даље у закону о грбу. 
Велики грб користе само виши органи власти, односно покрајински премијери, влада, министарстви, заступници покрајине у Федерацији и у Европској унији, заступници државног, врховног и виших судова, ревизорског суда и управних округа.